# .td
.td – domena internetowa przypisana dla stron internetowych z Czadu. Została utworzona 3 listopada 1997. Zarządza nią l'Agence de Développement des Technologies de l'Information et de la Communication.